# AV女優板
AV女優板（エーブイじょゆういた）はインターネット上の匿名掲示板2ちゃんねるの外郭のPINKちゃんねるの電子掲示板の一つ。正式名称は「AV女優@bbspink掲示板」。

## 概要
主に各AV女優の話題を扱う板。AV女優の話題は、2006年7月21日以前までは、アダルトビデオ(AV)に関する話題を総合的に扱うAV総合板（フォルダ：avideo）で扱われていた。
2015年2月10日にAV新人板（フォルダ：debut、名無しの名前：Debutante」）が新設されたが、内容重複の為かあまり活用されていない。こちらはPINKちゃんねるにガイドがあるものの、板を開くと2ちゃんねるの扱いとなっている。
引退した女優については話題が少なくなってdat落ちしてしまいがちだが、懐かしエロ(仮)板（フォルダ：natuero）や熟女(仮)板（フォルダ：mature）などに移行し存続している場合もある。
PINKちゃんねるのガイドにはないが、2ちゃんねるの板一覧にAV Plus板（フォルダ：avplus）というのもある。こちらは、AVタイトルとその簡単な情報を1つのスレッドごとにまとめる、という作業がひたすら続けられている。

## 歴史
- 2006年6月11日 - 「アダルトＶ2（仮）@bbspink掲示板」として新設(pie.bbspink.com)[1]
- 2006年7月2日 - 「AV女優板」として板名変更(pie.bbspink.com)[2]
- 2008年1月28日 - サーバ移転(set.bbspink.com)[3]
- 2011年2月23日 - サーバ移転(pele.bbspink.com)[4]
- 2011年11月19日 - 忍法帖vipタイプ導入
- 2015年1月8日 - サーバ移転(nasu.bbspink.com)
- 2016年3月24日 - サーバ移転(mercury.bbspink.com)

## 代表的なスレッド
※2016年10月時点。関連板のAV総合板・AV新人板についてもまとめる。
最初に立てられたスレッド（ログ等で確認出来る）
- AV総合板：佐川銀次（2002年7月7日、削除済み）
- AV女優板：伊藤真紀（2006年6月11日）
- AV新人板：Welcome to the debut!（2015年2月10日）

最多継続スレッド
- AV総合板：【画像専用】これ誰と聞けば教えてくれるスレ（part190、2006年10月31日 - ）
- AV女優板：吉沢明歩（実質part88、2003年2月2日 - ）
- AV新人板：ぬこ（2015年2月18日 - ）

長寿スレッド（dat落ちしていない）
- AV総合板：吉崎沙南（2005年7月24日 - ）
- AV女優板：夏川優奈（2010年9月23日 - ）
- AV新人板：ぬこ（2015年2月18日 - ）